# Cernida
La cernida o cernita era una milizia territoriale di rapida mobilitazione, comparsa storicamente in Italia a partire dal Medioevo.
Fin dal tardo Duecento, nell'Italia centrosettentrionale, i comuni, gradualmente, cessarono di mobilitare l'intero esercito comunale, limitandosi a mobilitare contingenti più piccoli e selezionati reclutati tra i cittadini, da cui il termine "cernita". Tale prassi proseguì anche nel Trecento, come è documentato nel Ducato di Milano, nel Marchesato di Monferrato e, soprattutto, a Venezia col nome anche di cernide.
A partire dalla fine del Quattrocento, nei territori veneziani le cernide erano una milizia territoriale della Repubblica di Venezia, costituita da contadini che annualmente svolgevano degli addestramenti militari. Nei Domini di Terraferma e in Istria tali milizie portavano il nome di cernide, mentre in Dalmazia erano chiamate cranide (o "craine" o "crainich").
Queste milizie potevano essere schierate piuttosto velocemente, al contrario dell'esercito, più lento nel reclutamento e nello spostamento. La loro nascita venne infatti determinata dall'esigenza di poter rispondere prontamente alle altrettanto rapide incursioni dei Turchi.
I membri delle cernide erano in maggioranza contadini che venivano reclutati in ogni villaggio nel numero di 2 o 3 per "fuoco di lista", al quale spettava in parte li loro equipaggiamento ed il loro sostentamento. Inizialmente armati di falci e roncole, nella Serenissima vennero successivamente dotati di archibugi ed armi da fuoco, in deroga ai divieti previsti dalla rubrica "De prohibitione armorum" degli "Statuti della Patria", ancora in vigore dopo la conquista veneziana del 1420. 
L’organizzazione delle milizie paesane acquistò in Friuli un'importanza del tutto particolare nel corso delle agitazioni antifeudali dopo il "crudele giovedì grasso" del 1511. Il Senato veneziano nel 1527 impose al luogotenente di mettere a disposizione ben 3000 archibugi per i contadini delle cernide esentandoli da "fazioni personali" ed autorizzandoli a portare armi.